# Segorbe
Segorbe es un municipio y localidad española de la Comunidad Valenciana, capital de la comarca del Alto Palancia, situada en el sur de la provincia de Castellón. Cuenta con una población de 9640 habitantes (INE 2024). Se trata de un municipio castellanohablante, en el que el castellano cuenta con el predominio lingüístico reconocido legalmente.
Segorbe fue hasta 1960 sede de la diócesis de Segorbe, y es en la actualidad, junto con Castellón de la Plana, cabeza de la diócesis de Segorbe-Castellón. Conserva un importante patrimonio arquitectónico concentrado en su casco antiguo, que ha sido declarado Bien de interés cultural en su conjunto. El término municipal de Segorbe cuenta con 107,52 km².

## Geografía
Ubicación

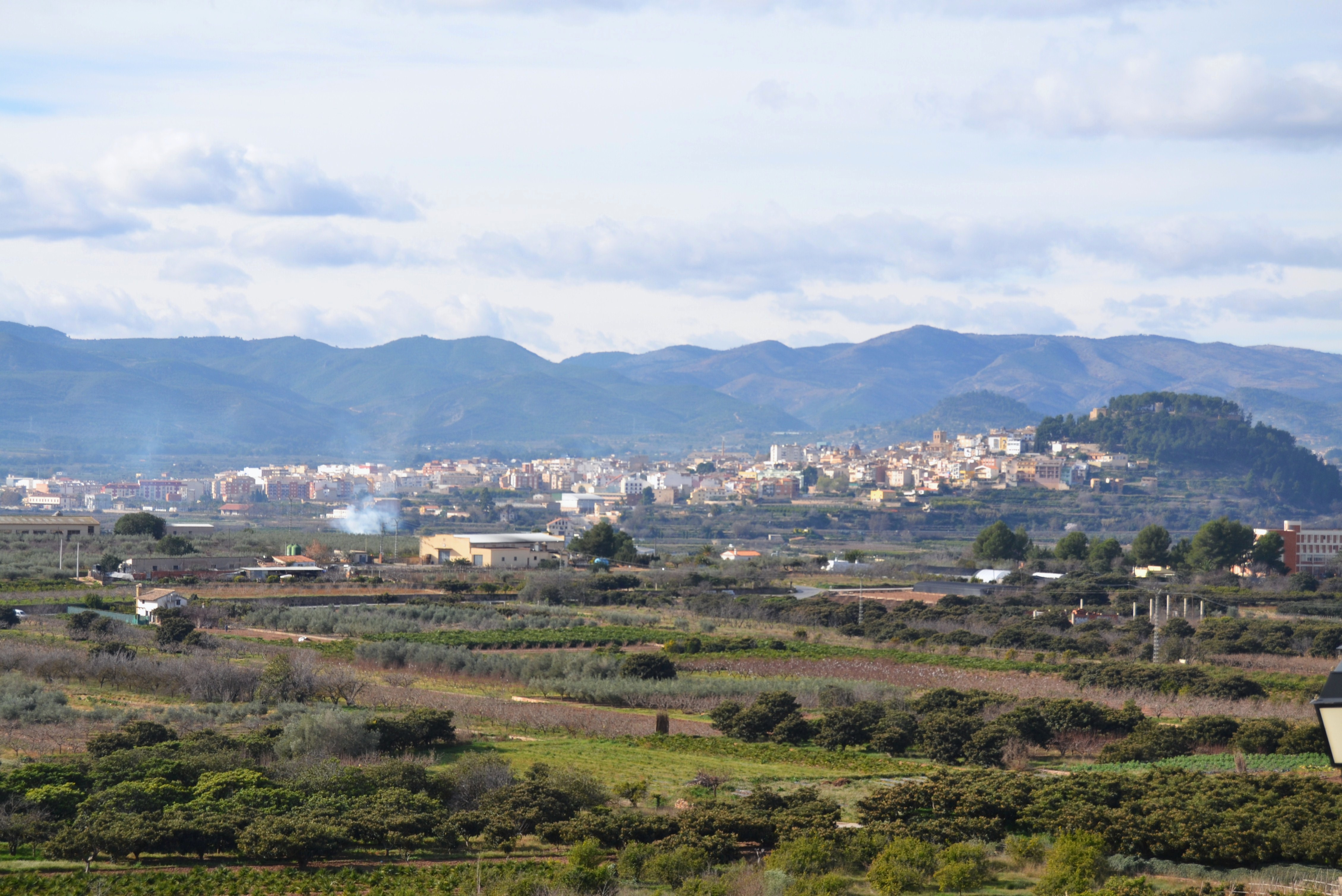
Vista de la localidad desde Castellnovo

Integrado en la comarca de Alto Palancia, de la que ejerce de capital, se sitúa a 58 km de la capital provincial. El término municipal está atravesado por la autovía Mudéjar (A-23) y por la antigua carretera N-234, en el pK 20 y entre los pK 26 y 32, además de por la carretera autonómica CV-25 (Segorbe-Liria) y por carreteras locales que conectan con Navajas, Vall de Almonacid, Castellnovo y Geldo.
El relieve cuenta con varias zonas diferenciadas. Por el norte y el noreste se encuentra la parte más llana dominada por el valle del Palancia, donde se alzan algunas elevaciones aisladas como el cerro Martinete (471 m), al norte del río y cerca de la pedanía de Peñalva. La zona central va siendo cada vez más abrupta y montañosa, destacando elevaciones como la loma Morata (512 m), El Cabezo (446 m) o El Cornacó (577 m), entre numerosos barrancos. El sur del territorio está dominado por la Sierra Calderona, con elevaciones como Montemayor (899 m), Alto del Águila (878 m) o Peñas Blancas (844 m). El río Palancia, en su curso por Segorbe, recibe los aportes de la rambla Seca, la de Rovira, el barranco Juncar y la rambla de Somat. La altitud oscila entre los 899 m (pico Montemayor), en plena Sierra Calderona, y los 250 m a orillas del río Palancia. La localidad está situada a una altitud de 368 m sobre el nivel del mar.
| Noroeste: Jérica            | Norte: Navajas y Castellnovo | Noreste: Castellnovo, Geldo y Soneja                                                |
| Oeste: Altura               |                              | Este: Sot de Ferrer, Algar de Palancia (Valencia) y Alfara de la Baronía (Valencia) |
| Suroeste: Gátova (Valencia) | Sur: Serra (Valencia)        | Sureste: Algimia de Alfara (Valencia) y Torres Torres (Valencia)                    |

## Historia

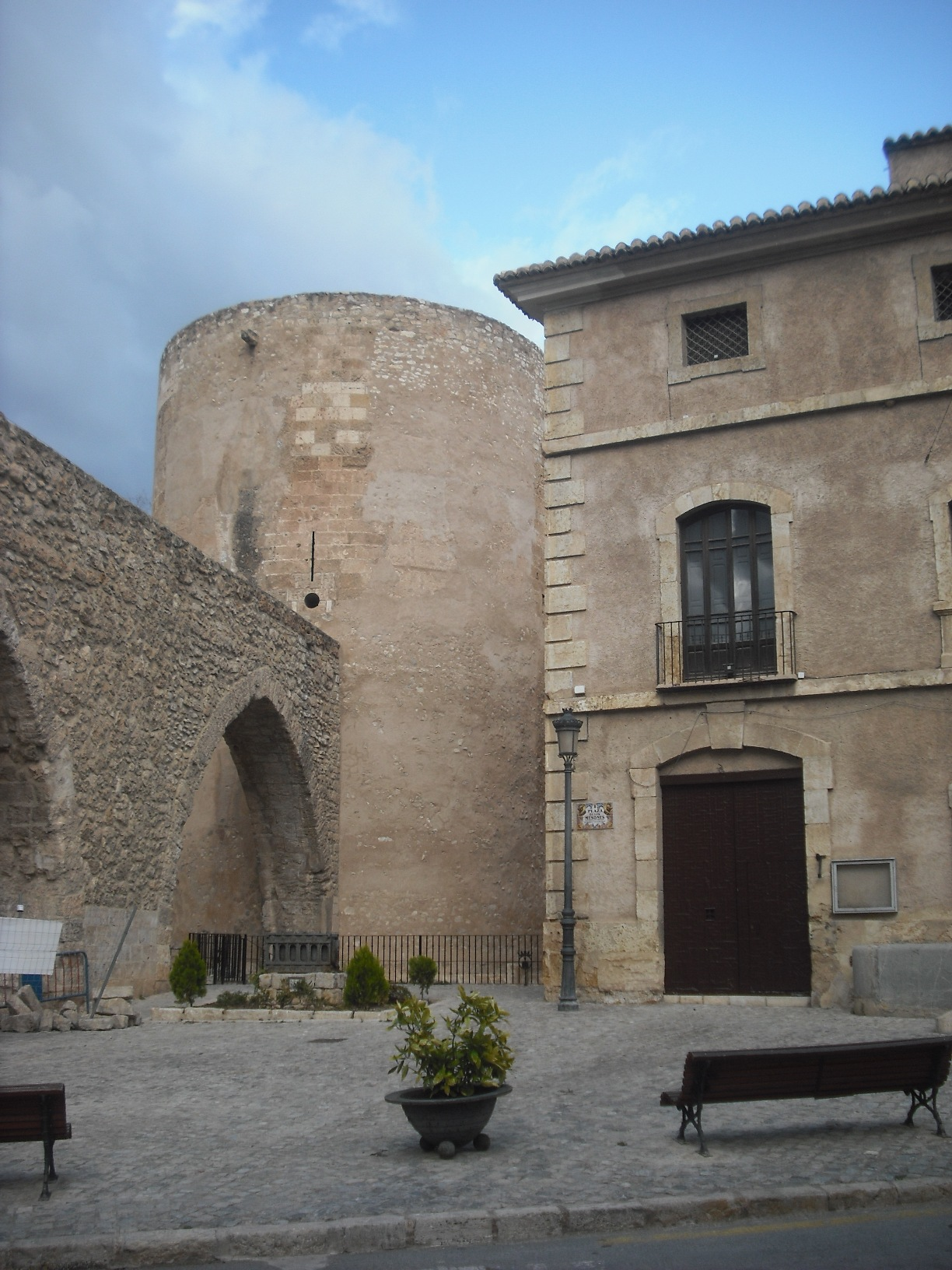
El acueducto, el museo y la torre del Botxí.

Hay constancia de presencia humana en Segorbe desde tiempos prehistóricos, siendo los restos más antiguos del Paleolítico medio. La en aquella época sería muy poco numerosa, y no se sedentarizaría hasta la Edad del Bronce, época de la cual hay constancia de numerosos asentamientos, la mayoría de los cuales con permanencia también en el periodo ibérico. De esta época datan los primeros hallazgos en el cerro de Sopeña, núcleo primigenio del actual Segorbe. Esta densificación de la población se explica por su situación en un punto estratégico, desde el que se domina el camino natural entre la costa mediterránea y Aragón.
Debido a la presencia humana desde tiempos tan remotos y lo parecido del nombre, ha sido identificada erróneamente con la ciudad de Segóbriga nombrada por varios autores clásicos como Estrabón, Plinio el Viejo o Ptolomeo, y actualmente identificada con las ruinas de Cabezo de Griego en Saelices (Cuenca).[cita requerida]
En la Hispania visigoda fue sede episcopal de la Iglesia católica, sufragánea de la archidiócesis de Toledo que comprendía la antigua provincia romana de Cartaginense en la diócesis de Hispania.
El primer periodo de esplendor de la ciudad llegó con la dominación musulmana. Llegó a ser la residencia de Zayd Abu Zayd, último gobernador almohade de Valencia, desposeído del cargo por Zayyan quien se convirtió en el último rey musulmán de la Taifa de Valencia en 1229. Zayd se había hecho feudatario del rey aragonés Jaime I el Conquistador en 1225. Tras su exilio en Segorbe, se ratificó su acuerdo y Segorbe fue utilizado como base para la siguiente conquista de Valencia en 1238.[cita requerida]
Inmediatamente fue nombrada sede episcopal al trasladarse a ella la que hasta entonces había estado en la villa turolense de Albarracín. Ello le granjeó la enemistad del obispado de Valencia, debiendo la Santa Sede dirimir la cuestión al acordar la fusión de las sedes de Albarracín y Segorbe en 1259, que fueron declaradas sedes distintas, pero unidas, situación en que se hallaron hasta 1577 en que se separaron definitivamente.

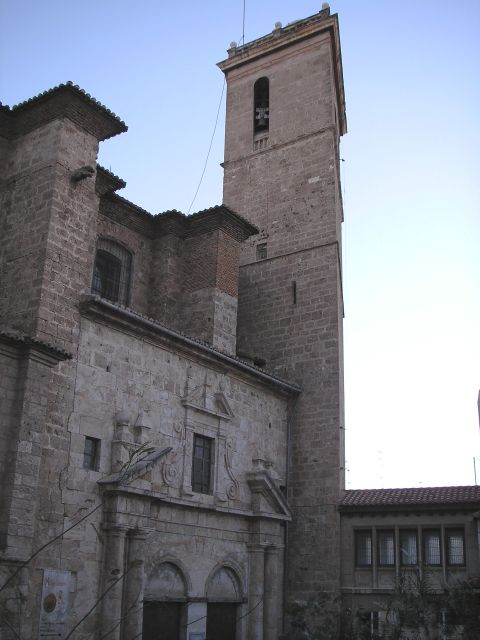
Vista de la catedral con su característica torre de planta trapezoidal.

Desde la reconquista la importancia de Segorbe fue creciendo hasta llegar a ser residencia del rey Martín I de Aragón durante el siglo XIV debido al matrimonio de este con la segorbina María de Luna.[cita requerida] En 1435 pasó de formar parte del patrimonio real a las manos del infante Enrique tras la creación del Señorío de Segorbe por parte de Alfonso V de Aragón el Magnánimo para compensar al infante de las pérdidas que había sufrido en el Reino de Castilla. En 1459, Juan II de Aragón le otorgó el título de ciudad ducal, siendo su primer duque de Segorbe el infante Enrique de Aragón y Pimentel también llamado "Infante Fortuna" lo que causó una insurrección popular.[cita requerida] En el siglo XVII este título abandonó la propiedad aragonesa para pasar a manos de los duques de Medinaceli.
En el siglo XVIII durante la ilustración la ciudad vivió un gran auge cultural y económico que se extendió hasta el siglo XIX en el que llegó a disputar la capitalidad de la provincia con Castellón de la Plana.[cita requerida] Durante la Guerra de la Independencia Española fue ocupada por el mariscal Suchet. Además, tanto las guerras carlistas como la guerra civil española causaron graves daños en su patrimonio cultural.[cita requerida]
En 1861, Meléndez, un fotógrafo español, de paso por Segorbe, tomó una fotografía de la Luna técnicamente inédita. Meléndez donó su fotografía al Observatorio de París en 1876.
Desde finales del siglo XIX se inició un periodo de decadencia en el que su población se mantuvo estable ente los 7000 y los 8000 habitantes hasta principios del siglo XX en que fue perdiendo importancia relativa debido al auge de Castellón de la Plana y del área urbana que se ha formado en la costa de la provincia.[cita requerida] En 1960 se creó la diócesis de Segorbe-Castellón, que absorbió parte de la diócesis de Tortosa y cedió parte de la tradicional diócesis de Segorbe a la diócesis de Valencia.
Sin embargo el inicio del siglo XXI ha visto un importante crecimiento demográfico y la transformación de la localidad en uno de los principales destinos de turismo de interior de la Comunidad Valenciana.[cita requerida]

## Geografía humana

### Organización territorial
En el término municipal de Segorbe se encuentran también los siguientes núcleos de población:
| Unidad de población | Habitantes | Coordenadas                     | Distancia (km) |
| ------------------- | ---------- | ------------------------------- | -------------- |
| La Esperanza        | 24         | 39°51′N 0°29′O / 39.850, -0.483 | 1              |
| Extramuros Geldo    | 1          |                                 |                |
| Peñalva (o Cárrica) | 359        | 39°51′N 0°28′O / 39.850, -0.467 | 2              |
| Villatorcas         | 16         | 39°49′N 0°26′O / 39.817, -0.433 | 4              |
| Segorbe (ciudad)    | 8788       | 39°51′N 0°29′O / 39.850, -0.483 | -              |

### Demografía
Segorbe cuenta con una población de 9640 habitantes (INE 2024).
| Gráfica de evolución demográfica de Segorbe entre 1842 y 2021 |
| |
| Población de derecho según los censos de población del INE Población de hecho según los censos de población del INEEn 1857 crece el término del municipio porque incorpora a Peñalba Entre el censo de 1877 y el anterior, crece el término del municipio porque incorpora a Villatorcas |

En 1510 había en Segorbe (incluyendo Geldo, Cárrica, Alquería Nueva y Navajas) 621 vecinos (unos 2795 habitantes), que eran tan solo 377 (unos 1696 hab.) en 1572. Años antes de la expulsión de los moriscos (1608), la población había aumentado a 800 vecinos (unos 3600 hab.), pero tras esta descendió considerablemente, existiendo 635 vecinos (2857 hab.) en 1646. En 1713 había unos 2682 hab., elevándose la población a 5428 en el año 1787, dada la expansión agrícola y comercial. En 1877 se alcanzaron los 8095, máximo que no se superaría hasta principios del siglo XXI, en que, tras marcados altibajos poblacionales, el número de habitantes comenzó de nuevo a aumentar gracias a la inmigración.

### Urbanismo
El desarrollo urbano de Segorbe ha estado condicionado por la orografía, situándose en un principio sobre el monte de Sopeña o del Castillo, posteriormente al monte de San Blas y finalmente extendiéndose al llano. El núcleo primigenio se halla en el monte de Sopeña y alberga restos íberos. En su perímetro se han encontrado diversos hallazgos numismáticos romanos y alrededor del cerro se constituyó la ciudad andalusí. El monte de San Blas es el otro centro de población, estructurada en forma de semicírculo que busca la protección de la muralla, alrededor del palacio ducal (actual ayuntamiento). A partir del siglo XIX estos dos centros se unieron, articulados por la calle Colón, que sigue la antigua línea de murallas uniendo la plaza de Mesones con las de Agua Limpia y Cueva Santa. Esta calle era además paso carretera general de Sagunto a Burgos (actualmente desviada por la A-23), lo que la convirtió en la principal arteria comercial. La evolución más reciente se concentra sobre el eje que une Segorbe con Altura.

### Comunicaciones
Carretera
Por el término de Segorbe circulan las siguientes carreteras:
- A-23: Autovía, une Sagunto con Somport.
- CV-25: Enlaza Segorbe con Liria.
- CV-200: Enlaza Segorbe con Aín.
- CV-213: Enlaza Segorbe con Algimia de Almonacid por Gaibiel.
- CV-215: Enlaza Segorbe con Onda (Castellón).

Ferrocarril
Existen una estación y un apeadero (Segorbe-ciudad y Segorbe-Arrabal respectivamente) integrados en la línea C-5 del núcleo de cercanías Valencia, con parada de trenes con destino a Valencia, Caudiel y Castellón de la Plana por Sagunto. También realizan parada los trenes regionales de la línea Valencia-Zaragoza.

## Economía
La agricultura ha sido tradicionalmente el sector más importante de la economía segorbina. La superficie agraria útil era de 2735 ha en 1999. El regadío pasó de las 701 ha a finales de la década de 1950 a 834 en 1991, destacando los cultivos arbóreos, especialmente los cítricos (150 ha), así como el peral, el cerezo y el níspero (112 ha en conjunto). En regadío se dedican también algunas hectáreas a cultivos florales y árboles diseminados. El secano está dedicado al almendro (2027 ha), el olivo (1192 ha) y el algarrobo (678 ha), junto con tan solo 60 ha dedicadas a diversos cereales. El aprovechamiento ganadero propició una tradicional explotación de los pastos de invierno mediante la celebración de una subasta, que ya no reviste la misma importancia que antaño.
Segorbe ha destacado históricamente por ser el centro comercial de la comarca, lo que ha otorgado una gran importancia al sector servicios, que ahora se ha visto incrementada por el auge del turismo rural.[cita requerida]

#### Evolución de la deuda viva
El concepto de deuda viva contempla solo las deudas con cajas y bancos relativas a créditos financieros, valores de renta fija y préstamos o créditos transferidos a terceros, excluyéndose, por tanto, la deuda comercial.
| Gráfica de evolución de la deuda viva del ayuntamiento entre 2008 y 2014                             |
| |
| Deuda viva del ayuntamiento en miles de Euros según datos del Ministerio de Hacienda y Ad. Públicas. |

La deuda viva municipal por habitante en 2014 ascendía a 198,20 €.

## Símbolos

Escudo de Segorbe

El escudo heráldico que representa al municipio fue rehabilitado el 20 de junio de 2000 con el siguiente blasón:

Escudo cuadrilongo acabado en punta. En campo de gules, un castillo de oro con tres torres, mazonado de sable. Sobre la torre central un Ángel Custodio con túnica azul, espadado de plata en la mano derecha, y con corona de laurel de sinople en la izquierda. Al timbre, corona real abierta.
Diario Oficial de la Comunidad Valenciana núm. 3797 de 20 de julio de 2000

Bandera de Segorbe

La descripción textual de la bandera, que fue aprobada el 19 de diciembre de 2000 es la siguiente:

Bandera de proporciones 2:3. De rojo carmesí, al centro las mismas armas del escudo: un castillo de oro mazonado de sable, sumado de un ángel custodio, flanqueado de dos efes de oro y a sus pies una hache del mismo metal. Bajo el castillo y fuera de él, un filacteria de oro, con la leyenda, en negro: Fidus, Heroicisima, Fidelisima.
Diario Oficial de la Comunidad Valenciana núm. 3921 de 19 de enero de 2001

## Administración y política

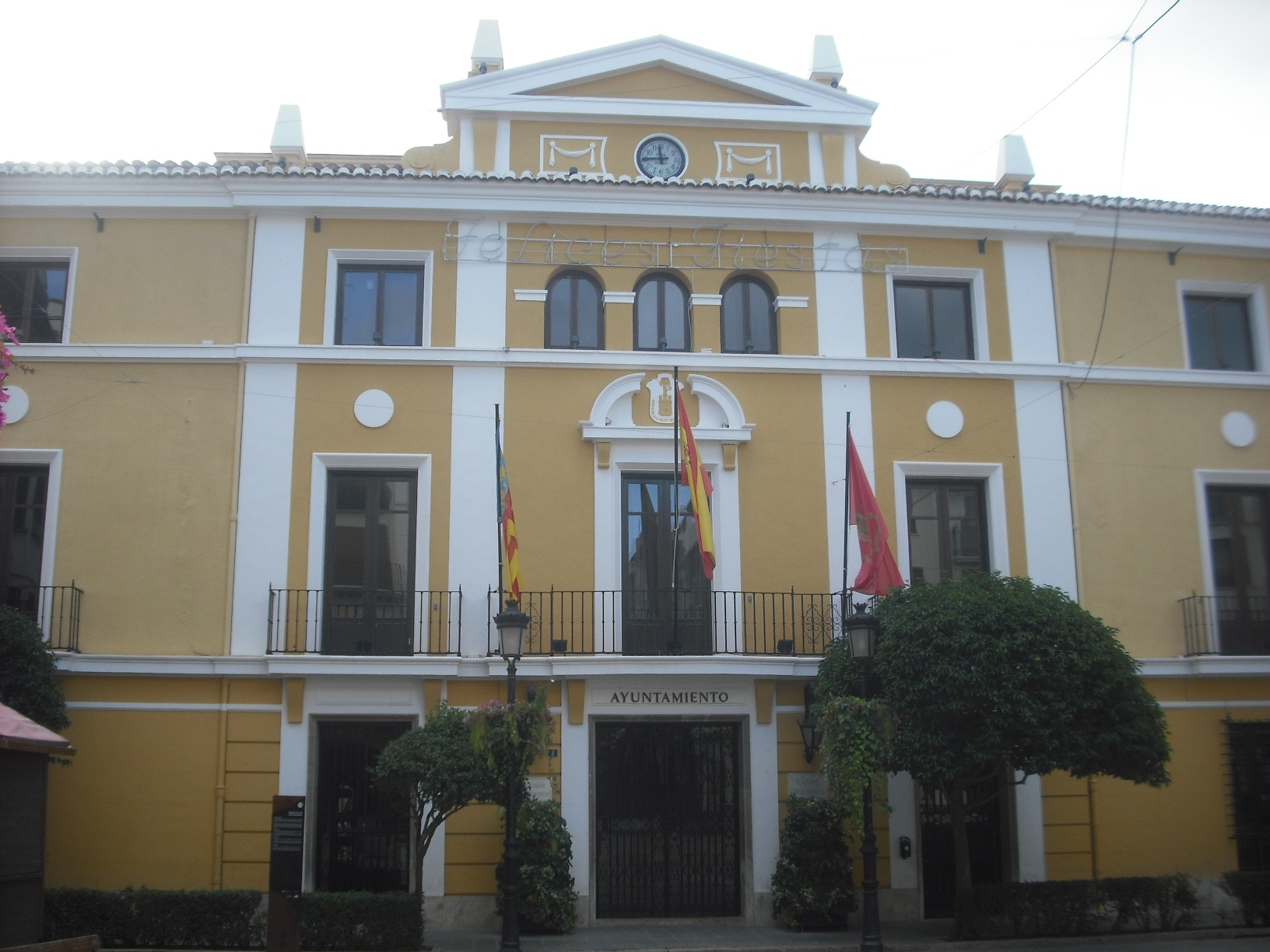
Palacio ducal, sede actual del Ayuntamiento de Segorbe.

Segorbe está gobernado por una corporación local formada por concejales elegidos cada cuatro años por sufragio universal que a su vez eligen un alcalde. El censo electoral está compuesto por todos los residentes empadronados en Segorbe mayores de 18 años y nacionales de España y de los otros países miembros de la Unión Europea. Según lo dispuesto en la Ley del Régimen Electoral General, que establece el número de concejales elegibles en función de la población del municipio, la Corporación Municipal de Segorbe está formada por 13 concejales.
Tras las elecciones municipales de 2019 —que depararon una composición de la corporación municipal de 7 concejales del Partido Popular, 4 del Partido Socialista Obrero Español, 1 de Segorbe Participa y otro de Ciudadanos— fue investida alcaldesa Mari Carmen Climent, del Partido Popular.
| Periodo   | Nombre                                                                  | Partido                                                  |
| --------- | ----------------------------------------------------------------------- | -------------------------------------------------------- |
| 1979-1983 | Manuel Sender Gil                                                       | ARDE - Acción Republicana Democrática Española           |
| 1983-1987 | Miguel Ángel González Sanchís                                           | PSPV-PSOE                                                |
| 1987-1991 | Miguel Ángel González Sanchís (1987-1989) Luis Pedro Martín (1989-1991) | PSPV-PSOE ARDE - Acción Republicana Democrática Española |
| 1991-1995 | Olga Raro Plasencia                                                     | PSPV-PSOE                                                |
| 1995-1999 | Rafael Calvo Calpe                                                      | PP                                                       |
| 1999-2003 | Rafael Calvo Calpe                                                      | PP                                                       |
| 2003-2007 | Rafael Calvo Calpe                                                      | PP                                                       |
| 2007-2011 | Rafael Calvo Calpe                                                      | PP                                                       |
| 2011-2015 | Rafael Calvo Calpe                                                      | PP                                                       |
| 2015-2019 | José Rafael Magdalena Benedicto                                         | PSPV-PSOE                                                |
| 2019-2023 | Mari Carmen Climent García                                              | PP                                                       |
| 2023-act. | Mari Carmen Climent García                                              | PP                                                       |

| Partido político                                | 2019  | 2019    | 2019       | 2023  | 2023    | 2023       |
| Partido político                                | Votos | Votos   | Concejales | Votos | Votos   | Concejales |
| ----------------------------------------------- | ----- | ------- | ---------- | ----- | ------- | ---------- |
| Partido Popular (PP)                            | 2245  | 43,89 % | 7          | 2431  | 49,07 % | 7          |
| Partit Socialista del País Valencià (PSPV-PSOE) | 1501  | 29,35 % | 4          | 1681  | 33,93 % | 4          |
| Segorbe Participa                               | 592   | 11,57 % | 1          | 733   | 14,8 %  | 2          |
| Ciudadanos                                      | 355   | 6,94 %  | 1          |       |         |            |

## Servicios públicos
La condición de Segorbe como cabeza de la comarca ha propiciado la instalación de diversos servicios tanto públicos como privados. El Juzgado de Primera Instancia, el Registro de la Propiedad y la Notaría propician la presencia de diversos profesionales de la judicatura y la abogacía. También en Segorbe se sitúan el Centro de Gestión Tributaria y Recaudación y el Servicio Provincial de Recaudación, así como las oficinas del Instituto Nacional de la Seguridad Social y la Agencia Comarcal de Extensión Agraria.

## Cultura

### Patrimonio

#### Patrimonio religioso
Catedral Basílica

Construida en el siglo XIII, adosado a la muralla, se trata del edificio más emblemático de la diócesis de Segorbe-Castellón. En el lugar que hoy ocupa el templo existió una mezquita en época andalusí. Las obras se iniciaron en 1246 por promoción del obispo Pedro, en estilo gótico de transición, con algunos elementos de estilo románico. Fue el obispo Íñigo de Valltera el que configuró su planta original, a finales del siglo XIV. A mediados del siglo XVII se llevaron a cabo varios trabajos, entre los que destaca la reforma integral de la portada principal. No obstante, la estrechez e irregularidad del templo, adosado a las murallas, hizo que a finales del siglo XVIII se propusiera una ampliación y reestructuración, que comenzó en 1791 al iniciarse el derribo del templo gótico, del que solo se conservaron los muros. El nuevo templo se levantó en estilo neoclásico academicista, con una sola nave sin crucero sostenida por pilastras de orden corintio. Los dos medallones de las bóvedas se decoraron con frescos de José Vergara. La torre-campanario está cimentada sobre uno de los torreones del Portal de Altura y presenta una característica planta en forma de cuadrilátero trapezoidal, con una altura de 36 m. Es de destacar asimismo el claustro gótico, también del siglo XIII, que tiene la pecularidad de ser uno de los pocos de España que presenta planta trapezoidal, lo que se debe al hecho de estar adosado a la antigua muralla. Dentro del claustro, y formando con él un mismo cuerpo arquitectónico, aparece un buen número de capillas, todas de estilo ojival, en las cuales está actualmente instalado el Museo Catedralicio de Segorbe.

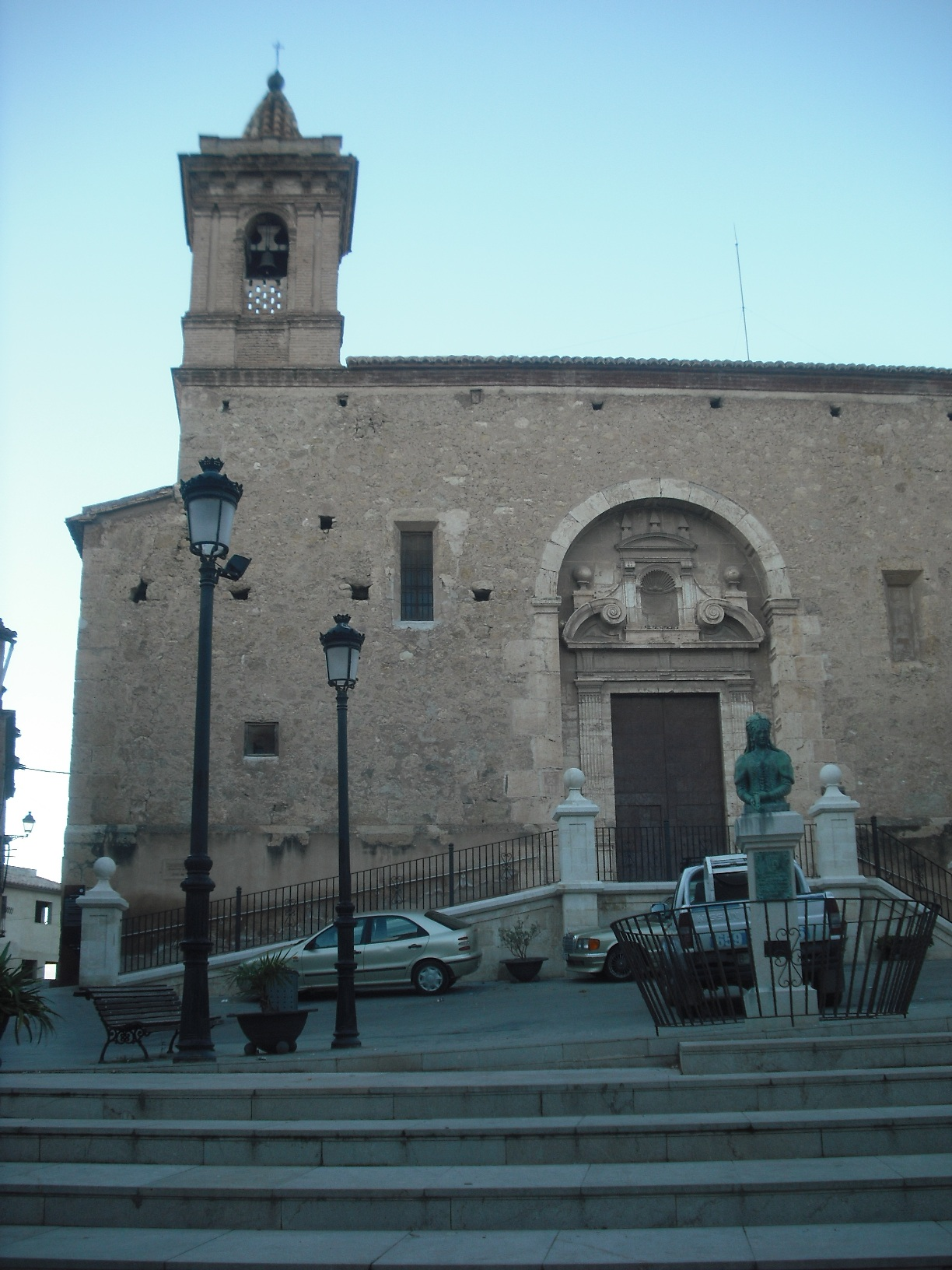
Iglesia de San Martín.

Iglesia de San MartínEl edificio actual data de 1612, lo fundó Jerónimo Cucalón, de los dominicos sobre un antiguo monasterio agustino, fundado a su vez sobre un antiguo Beaterio de San Martín. Es de estilo barroco temprano, destacando por su sobriedad decorativa. El ábside remata con una gran venera y las capillas albergan una serie de retablos en talla de madera dorada con pinturas del siglo XVII.
Iglesia de San Joaquín y Santa AnaData de 1695 y está construida en estilo barroco. Es lo único que queda en pie del desaparecido convento de los Padres Mercedarios.
Iglesia de San PedroSe comenzó a edificar en la mitad del siglo XIII y es, por tanto, la más antigua de Segorbe. No obstante, nada resta de su disposición original, a causa de las importantes reformas efectuadas en los siglos XVI y XIX.
Iglesia de Santa María
Seminario Menor DiocesanoAntiguo seminario construido en el siglo XVIII y anterior sede de la diócesis Segorbe-Castellón, siendo actualmente un colegio católico privado de enseñanza infantil, primaria y secundaria desde el siglo pasado, incluyendo también la enseñanza de bachillerato desde 2007.

#### Patrimonio civil

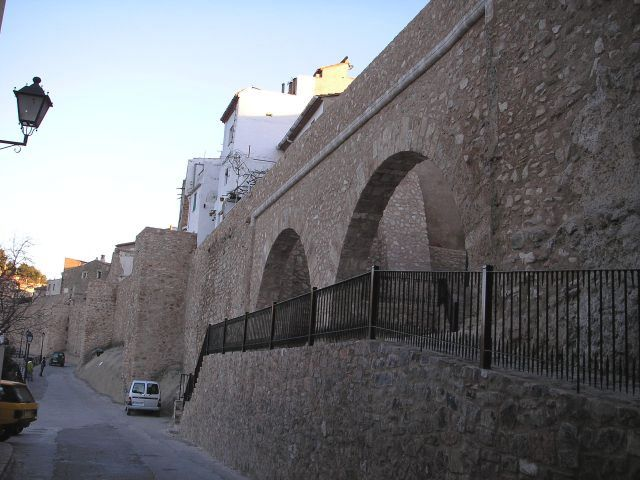
Vista de la muralla y parte del acueducto con el portal del Barrimoral

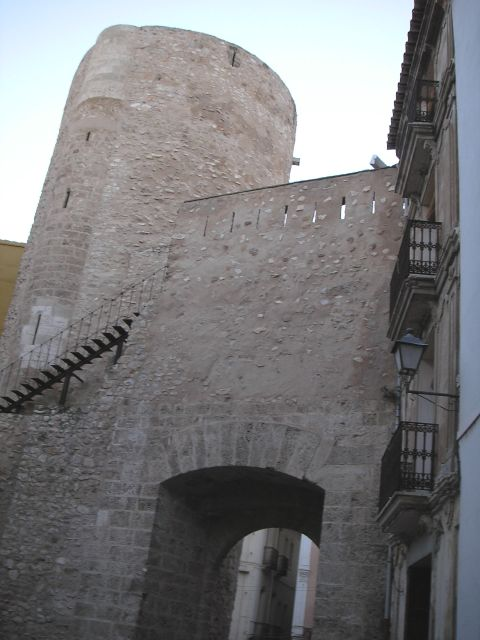
La torre de la cárcel y el portal de Teruel.

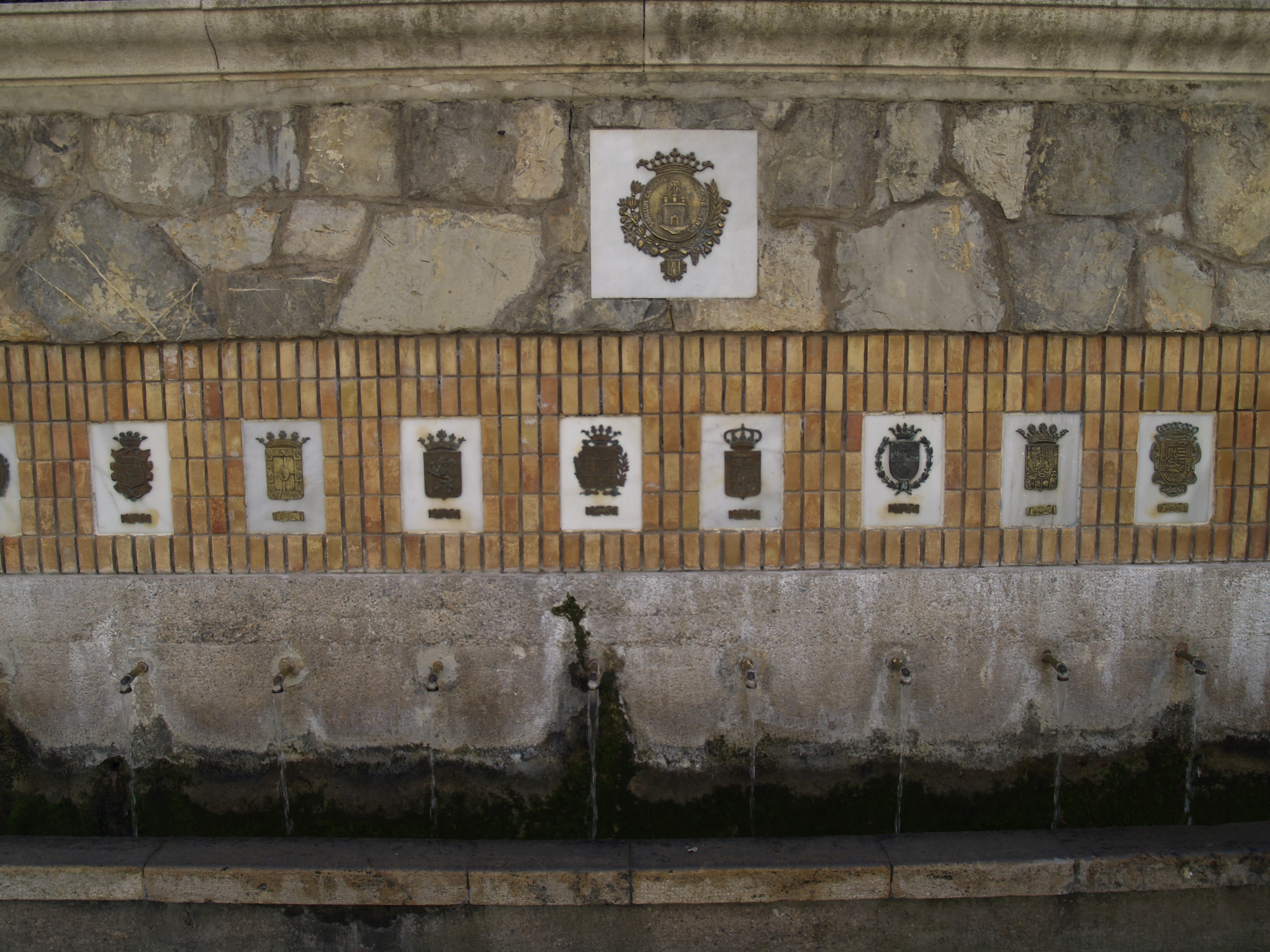
Centro de la Fuente de los 50 caños

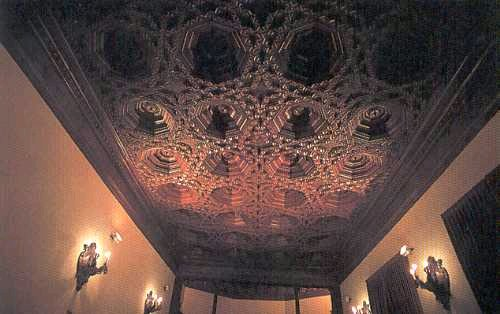
Salón de sesiones del ayuntamiento.

Conjunto de muralla y acueductoSe conserva parte del lienzo de la muralla medieval, anterior al siglo XIII, en cuyo tramo final se encuentran los ojos del acueducto del siglo XIV que servía para abastecer de agua a la población.
Arco de la VerónicaEsta puerta de acceso se abre en la antigua muralla. Es llamada así porque en su parte interior conserva una imagen de la Santa Faz (denominada por los lugareños la cabecica de nuestro señor). De cuidadas aunque reducidas proporciones, se compone de un arco de medio punto con dovelas extraordinariamente alargadas que parecen indicar un origen musulmán.
Torre del Botxí (o del Verdugo)Es llamada así debido a que era la residencia del verdugo (botxí en valenciano). Es de cuerpo cilíndrico, con una altura de 17,30 m. Su parte inferior, hasta la altura de unos 8,30 m. es maciza y el cuerpo superior por su parte interna tiene forma de hexágono seccionado y abierto hacia el interior con bóveda de crucería. Su construcción debió realizarse en torno al siglo XIV.
Torre de la cárcelEsta torre del siglo XIV está situada junto a una de las antiguas puertas de acceso a la ciudad. Exteriormente es de planta cilíndrica con un cuerpo inferior de mayor diámetro y probablemente más primitivo que el anterior, en el que se sitúan las celdas que fueron utilizadas como cárceles. El segundo cuerpo tienen un diámetro de 8,70 m. y está dividido interiormente en dos plantas de sección octogonal, con bóvedas de crucería estilo gótico, aspilleras y comunicación hasta la terraza por una escalera de caracol embebida en el muro. La altura total es de 21,30 m.
Castillo de la Estrella o de SopeñaSe alza sobre el monte de Sopeña y tiene su origen en un alcázar medieval, posiblemente levantado sobre una acrópolis ibérica. La época de máximo esplendor del castillo se centró a finales del siglo XV. Posteriormente, al construirse el palacio ducal (actual ayuntamiento) en el casco urbano, el castillo entró en un progresivo declive, aunque aún albergó a Felipe IV en 1620. Desde mediados del siglo XVIII, sin embargo, el castillo se convirtió en una fuente de materiales empleados en diversas construcciones tanto públicas como privadas, hasta el práctico desmantelamiento del mismo. En el siglo XIX volvió a fortificarse considerablemente con motivo de las guerras carlistas, siendo principalmente de este periodo los restos que quedan en la zona, convertida actualmente en parque público.
AyuntamientoEstá situado en el edificio del que fue el palacio de los duques de Segorbe y Medinaceli, iniciado en el siglo XVI y adquirido por el municipio en 1858. En su interior se encuentran tres portadas de mármol y jaspe, procedentes de la Cartuja de Vall de Cristo de la vecina localidad de Altura. El salón de sesiones se encuentra adornando por un magnífico artesonado del siglo XIV, de estilo mudéjar, con casetones octogonales y estrellas de cuatro puntas. Otro artesonado se halla en uno de los salones del Círculo Segorbino, en la planta baja; es de casetones cuadros de tipo italiano y estrellas en punta de diamante que, junto al anterior, se cuenta entre los más importantes de la Comunidad Valenciana. Son también dignas de destacar varias puertas con trazados de lacerías mudéjares.
Fuente de los cincuenta cañosSituada a un kilómetro del casco urbano en un paraje cercano al río destaca por tener un caño con el escudo de cada provincia española.

### Museos y centros de interpretación

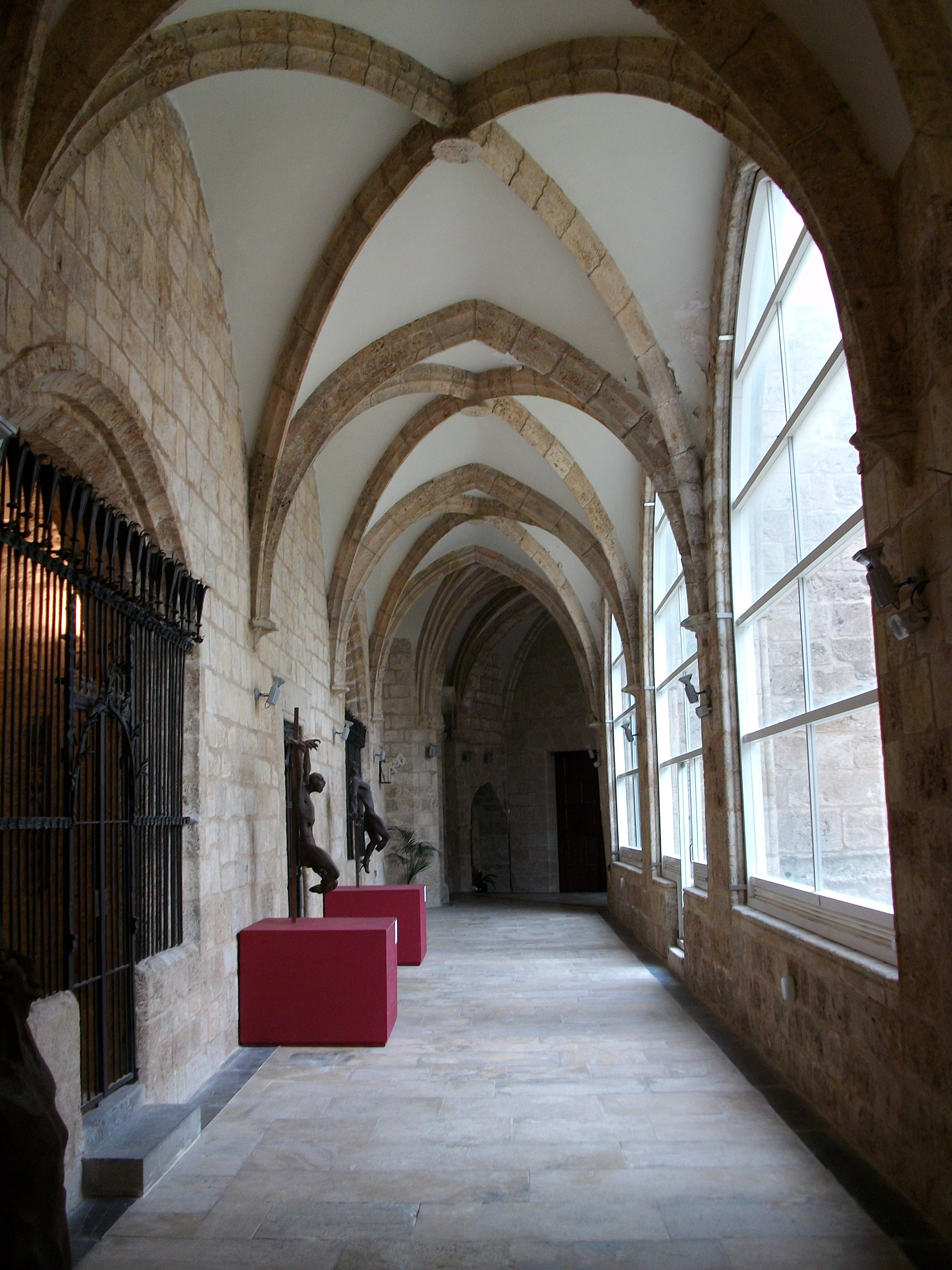
Claustro de la catedral, donde está instalado el Museo catedralicio.

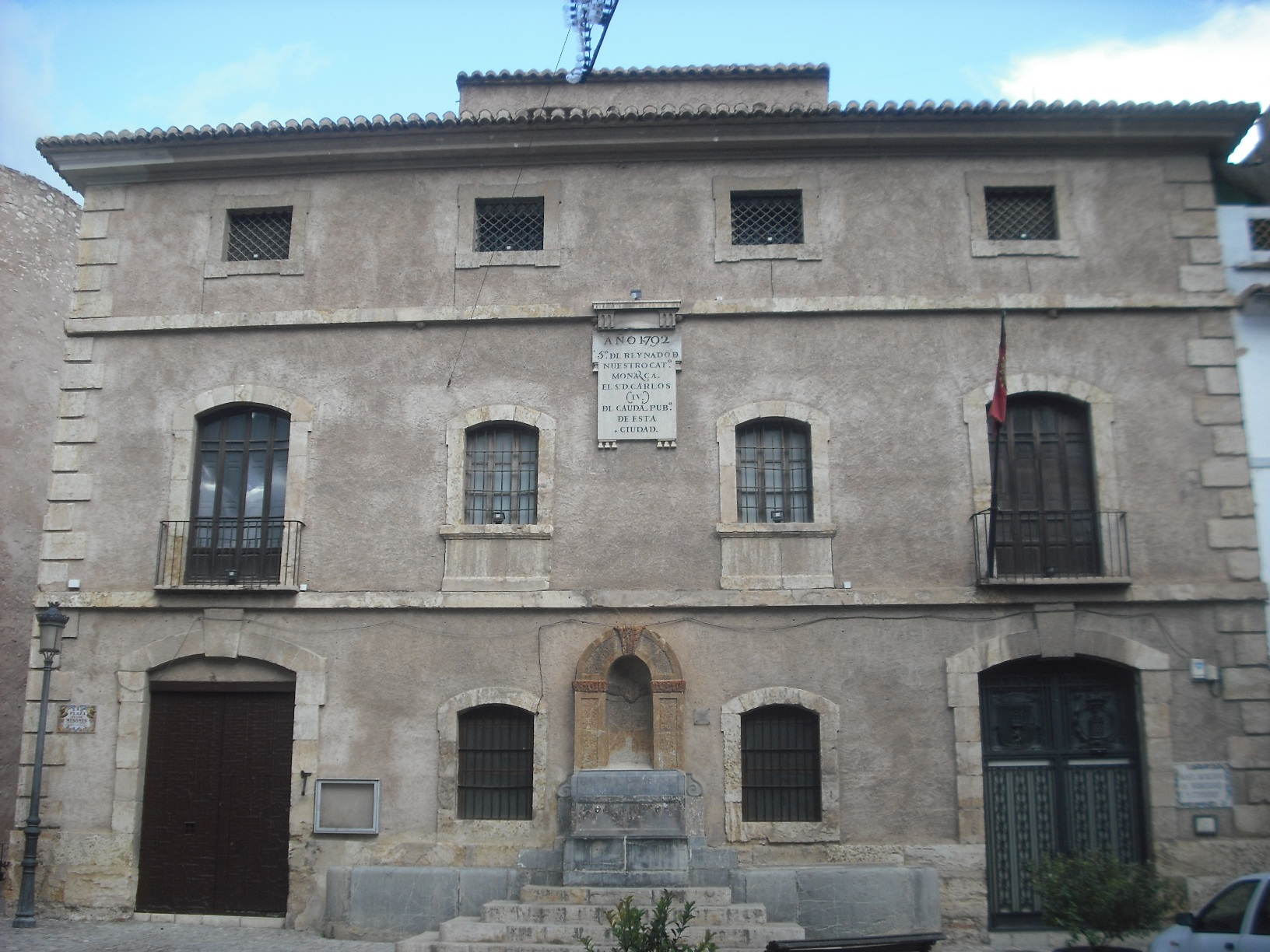
Edificio del Museo de arqueología y etnología.

Museo catedralicioEstá situado en el claustro de la catedral, construido en el siglo XIII y contiene una de las colecciones de pintura gótica más importante de la Comunidad Valenciana. Contiene obras de autores como Martín Torner y Juan de Juanes, destacando el antiguo retablo mayor de la catedral, obra salida del taller de Vicente Macip entre 1525 y 1531, así como un relieve de la Virgen de la Leche hecho en mármol de Carrara por Donatello. La visita al museo incluye, así mismo, el acceso al templo, donde destacan los frescos y el coro.
Museo de arqueología y etnología

Está situado en un edificio construido en 1792, con fondos municipales y por orden del rey Carlos IV, según reza en la inscripción de la fachada. En su primera planta se encuentra la sección de arqueología que va desde el Paleolítico a la Edad Media y en la segunda la sección de etnología, que versa sobre las costumbres y antiguos oficios de Segorbe.
Museo del AceiteSe instaló en 2005 sobre una antigua almazara rehabilitada. Se han conservado los elementos originales utilizados para producir el aceite de oliva, explicados mediante audiovisuales, pantallas táctiles y paneles informativos. En el sótano se proyecta un audiovisual donde se explica la evolución e importancia histórica del aceite, mientras que las salas explican los métodos de recolección de la aceituna, la elaboración del aceite y los tipos de aceitunas de la zona. En la planta baja existe una cascada de aceite, audiovisuales explicativos y una sala tematizada en el olivo milenario la Morruda, a través del cual se hace un resumen de la historia de Segorbe. En 2007 recibió el primer premio de la Asociación Española de Municipios del Olivo a la difusión de la Cultura del Olivo.
Centro de interpretación de las Torres medievalesEstá situado en las torres de la Cárcel y del Verdugo (o del Botxí), restauradas para este fin. En los calabozos de la torre de la Cárcel se ha instalado un audiovisual de un ajusticiado que relata su historia, mientras que en las restantes plantas se explica mediante paneles y audiovisuales la historia medieval de la ciudad. En la terraza existen unos paneles de acero que complementan las vistas panorámicas de la ciudad que se ven desde allí. Por el paso de ronda, sobre la muralla, se accede a la torre del Verdugo, en la que se explica cómo se realizaban este tirpo de torres en el siglo XIV y se puede observar cómo se introducía el acueducto en la ciudad.
Centro de interpretación de la Entrada de Toros y CaballosEn este centro se recrea la esencia de esta fiesta, declarada de interés turístico internacional. En la primera planta se presentan los escenarios de la fiesta, así como los elementos principales: el caballo, el toro, el jinete, los garrotes. Se proyecta además un audiovisual con las primeras imágenes que se conservan de la fiesta. En la segunda planta se sitúa la sala de exposiciones y una sala con una multiproyección (con 5 pantallas simultáneas) con las imágenes y sonidos que caracterizan esta fiesta.
Criptas de la catedralLas criptas de la catedral de Segorbe están datadas entre los siglos XIII y XIV, y fueron vaciadas a principios del siglo XX. En la actualidad están restauradas y convertidas en un centro de interpretación sobre la diócesis de Segorbe, las criptas en sí y los rituales en torno a la muerte existentes en la Edad Media.

### Gastronomía
Segorbe se caracteriza por tener una gastronomía de transición entre la valenciana y la aragonesa. Es una cocina sencilla basada en la calidad de las materias primas. El aceite de la sierra de Espadán, obtenido a partir de la variedad serrana, autóctona de la comarca y con denominación de origen, tiene justa fama desde época medieval, caracterizándose por poseer un sabor suave y afrutado, además de contar con un muy bajo grado de acidez. Renombrados también son los productos del cerdo, destacando los embutidos y el jamón.
Los platos más típicos además de la paella son el arroz al horno, el empedrao y sobre todo la olla segorbina.
En cuanto a los postres, además de todas las frutas que se cultivan en las huertas del municipio son de destacar los pasteles de boniato o de cabello de ángel, rosigones y tortas Cristina

### Fiestas

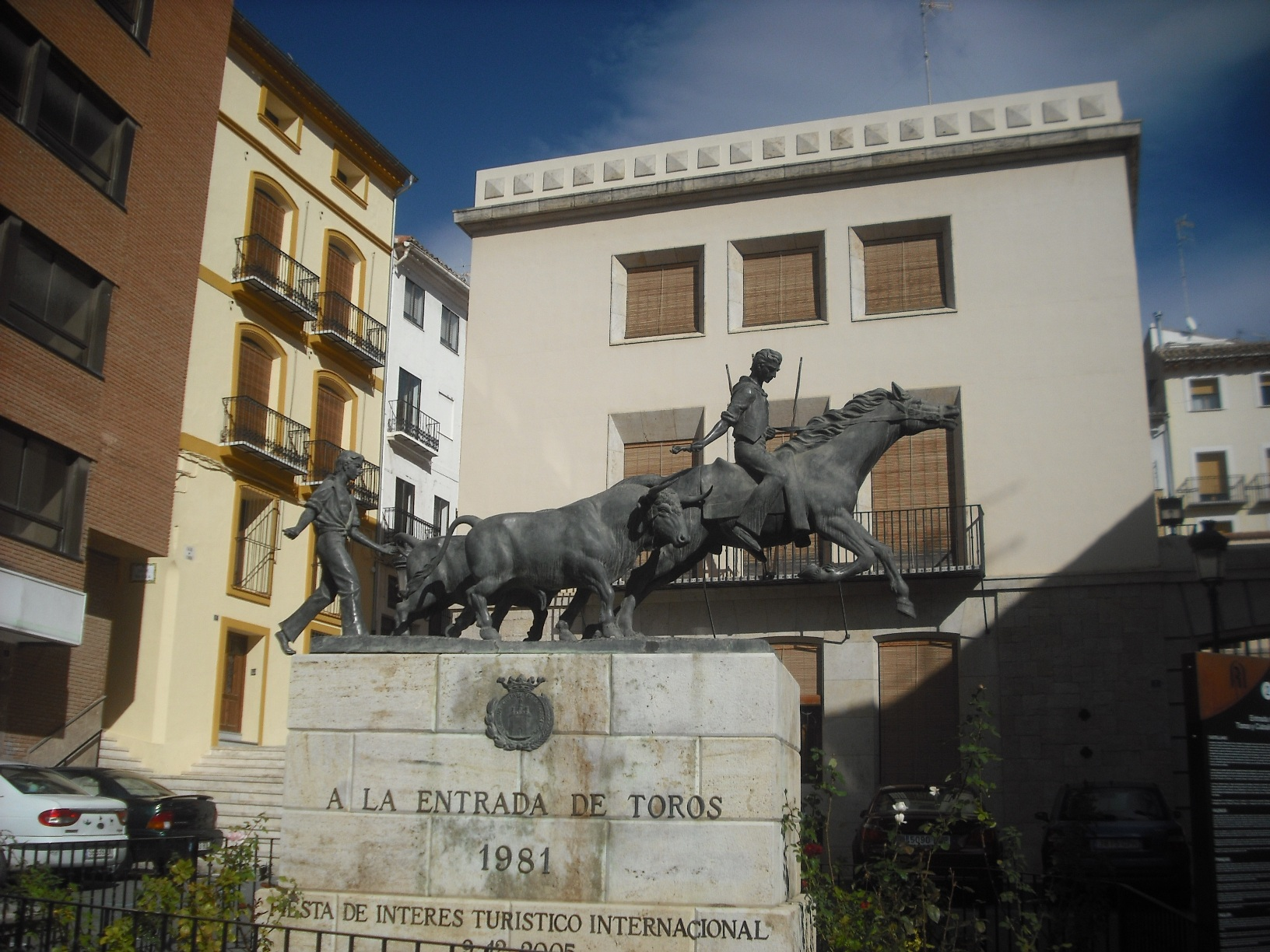
Monumento a la Entrada de toros y caballos.

A lo largo del año se producen cantidad de actos festivos en la población y pedanías. Entre ellos destacan:
San Antonio Abadfiestas de barrio a finales de enero.
Fiestas de beranofiestas típicas de verano de los barrios de San Cristóbal, San Roque, plaza del Ángel Custodio y las fiestas patronales de las pedanías de Peñalba y Villatorcas.
Fallas de San José
Feria medieval
Feria de la Inmaculadaen diciembre y en el transcurso del puente de la Inmaculada (8 de diciembre) se celebra la feria de la Inmaculada con un gran mercado ambulante y numerosas atracciones infantiles.
Fiestas patronalesSe celebran a partir del último sábado de agosto, durante dos semanas, en honor de la Virgen bajo la tripe advocación de la Esperanza, del Loreto y de la Cueva Santa. Están divididas en dos partes: la primera semana se centra en los actos religiosos y está declarada de Fiesta de interés turístico nacional. Durante la segunda semana destaca la Entrada de toros y caballos declarada fiesta de Interés Turístico Internacional.